# Banholt
Banholt (Limburgs: Tebannet) is een dorp in de Nederlandse gemeente Eijsden-Margraten, in het zuiden van de provincie Limburg. Het dorp heeft 1.005 inwoners. Bij Banholt hoort ook de buurtschap Terhorst.

## Geografie
Het dorp is gesitueerd op het Plateau van Margraten op een hoogte van ongeveer 180 meter. Nabij het dorp ligt de Banholterheide, ook wel Eiland van Banholt genoemd, omdat het ooit tussen twee Maasarmen lag. De rivier nam de zachte aarde rondom mee, maar kreeg geen greep op het hardere gesteente, dat als 'eiland' achterbleef. Duizenden jaren geleden werd er vuursteen gedolven. Het gebied functioneerde in de jaren 1930 als kiezelgroeve, de Groeve Banholtergrubbe, en werd later als vuilnisstortplaats gebruikt. In 2013 is het gebied opgeknapt en is er een informatiebord geplaatst. Ook zal de oorspronkelijk begroeiing (berk en brem) worden hersteld. De groeve is benoemd als geologisch monument.
Ten zuiden van het dorp ligt het droogdal de Horstergrub.

### Nabijgelegen kernen
Mheer, Reijmerstok, Noorbeek, Slenaken, Margraten, Eckelrade en Sint Geertruid.
Bovendien liggen in de omgeving van Banholt de buurtschappen Terhorst, Bergenhuizen, Herkenrade en Bruisterbosch.

## Geschiedenis
Banholt en Terhorst hebben lang bij Mheer gehoord; ze vormden tot 1939 een parochie en tot 1981 een gemeente. In 1872 was de kerk van Mheer te bouwvallig om nog te renoveren, dus moest er een nieuwe gebouwd worden. Aangezien de grootste geldschieter (de baron van Mheer) niet akkoord zou gaan met een kerk halverwege de beide dorpen, ontstond bij de inwoners van Banholt het idee om een eigen kerk te bouwen. In 1873 verkreeg men de (Rijks-)bouwvergunning en in mei 1874 werd begonnen met de bouw van de Sint-Gerlachuskerk, die in november 1875 voltooid werd. De nieuwe kerk werd door de bisschop echter niet erkend. Dit leidde tot het Banholts Schisma van 1876 tot 1881. De kerk werd in 1881 een rectoraatskerk, afhankelijk van die van Mheer en had bijvoorbeeld geen doop- of begrafenisrechten, het recht van eerste en laatste sacrament. In 1911 werd een Lourdesgrot aan de koorzijde van de kerk gebouwd van vuursteenknollen uit de Groeve Banholtergrubbe. De toren werd in 1922 gebouwd en heeft een zadeldak, een zeldzaamheid in Limburg. Uiteindelijk werd het dorp op 24 september 1939 een zelfstandige parochie, gewijd aan de Heilige Gerlachus.
Ten noorden van het dorp heeft twee eeuwen lang (1564-1795) de Galg van Mheer gestaan. De galg stond in de verste uithoek van de heerlijkheid Mheer, aan de Via Mansuerisca (tegenwoordig Maastrichterweg) die destijds Maastricht met de stad Limburg verbond. De galg werd gesloopt na de inval van de Franse revolutionairen. In 2011 werd op dezelfde plek een monument geplaatst.
In 1847 werd op de Banholterheide een houten windmolen gebouwd, die in 1877 afbrandde. De molen werd opnieuw opgebouwd, maar nu van steen. Deze deed dienst tot in de jaren 1920. In de jaren erna werd de molen afgebroken tot aan de romp, die vanaf de jaren 1950 dienst doet als stal.
Banholt werd in september 1944 bevrijd door de Amerikaanse Old Hickory-divisie. Hierbij sneuvelt de soldaat Daniel Pearson. Bij gelegenheid van het 75-jarig bevrijdingsfeest in 2019 werd voor hem een monument opgericht aan de Bredeweg.
Tot 31 december 1981 behoorde het dorp tot de gemeente Mheer. In de periode 1982-2010 maakte het deel uit van de voormalige gemeente Margraten. Vanaf 1 januari 2011 is het een van de 15 dorpen binnen de fusiegemeente Eijsden-Margraten.

## Bezienswaardigheden
In het dorp bevinden zich diverse vakwerk- en carréboerderijen. De Sint-Gerlachuskerk is een van de 8 beschermde rijksmonumenten in het dorp.

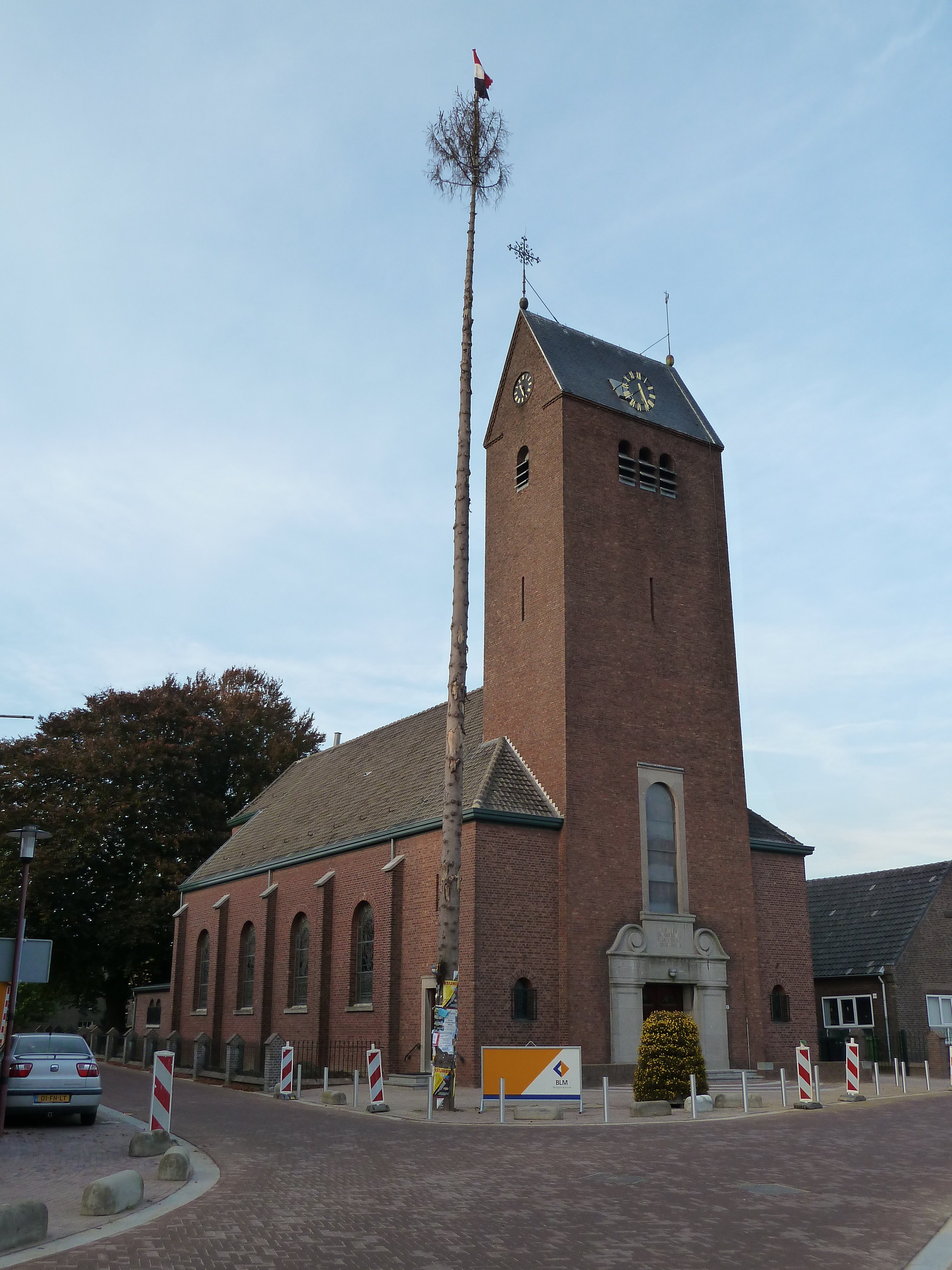
De kerk van Banholt met Gerlachusden
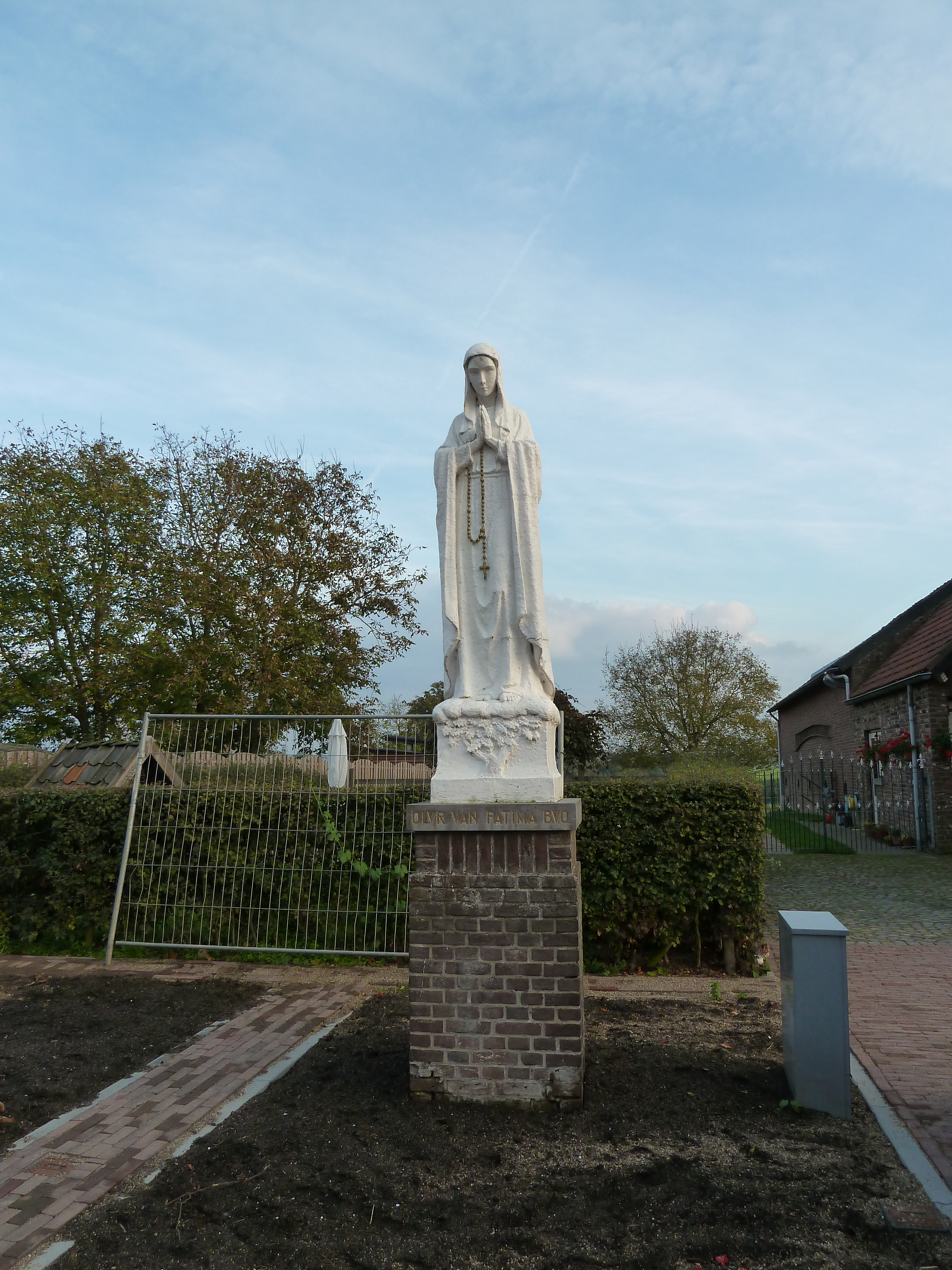
Mariabeeld bij de kerk
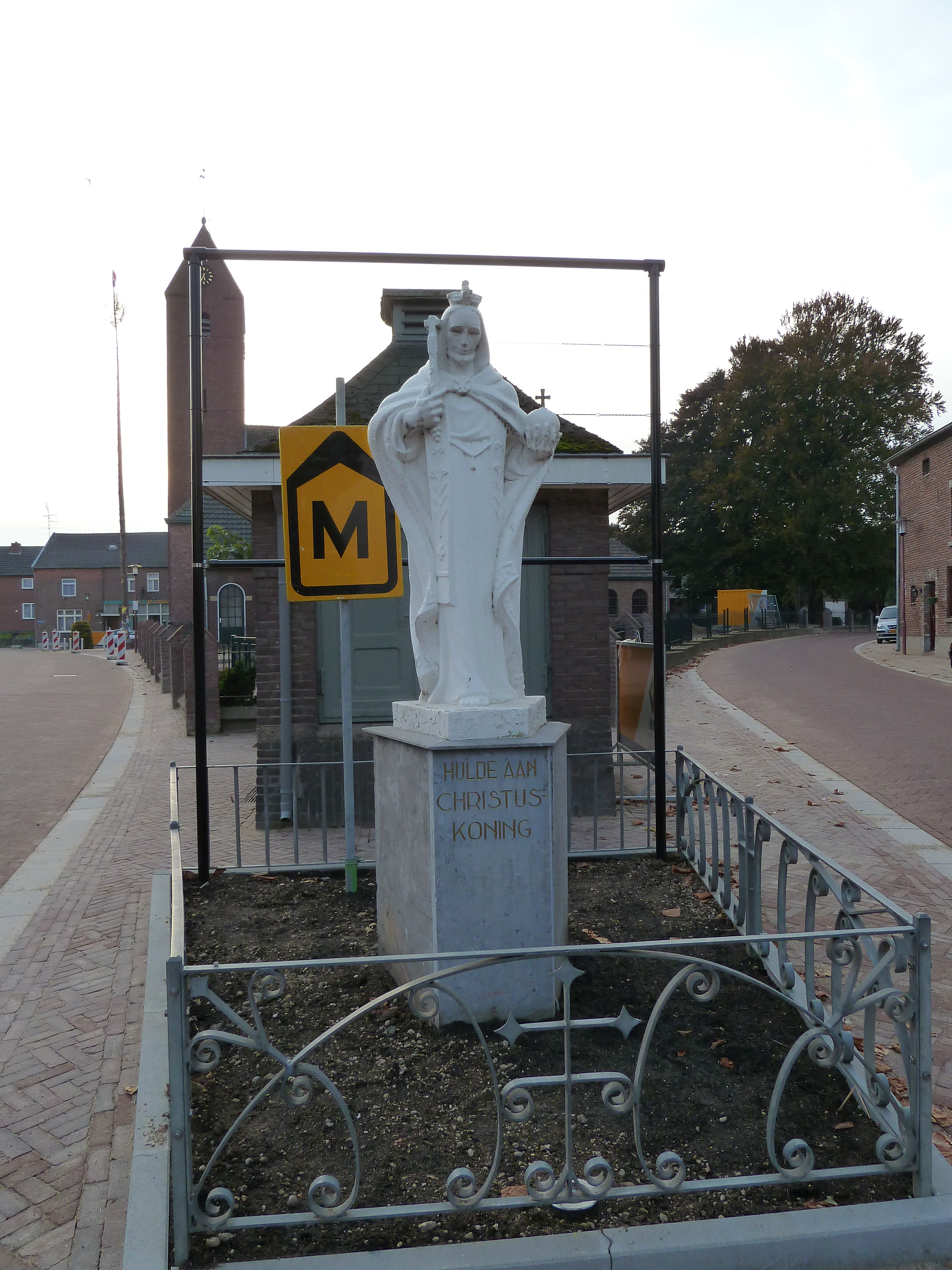
Christus Koning
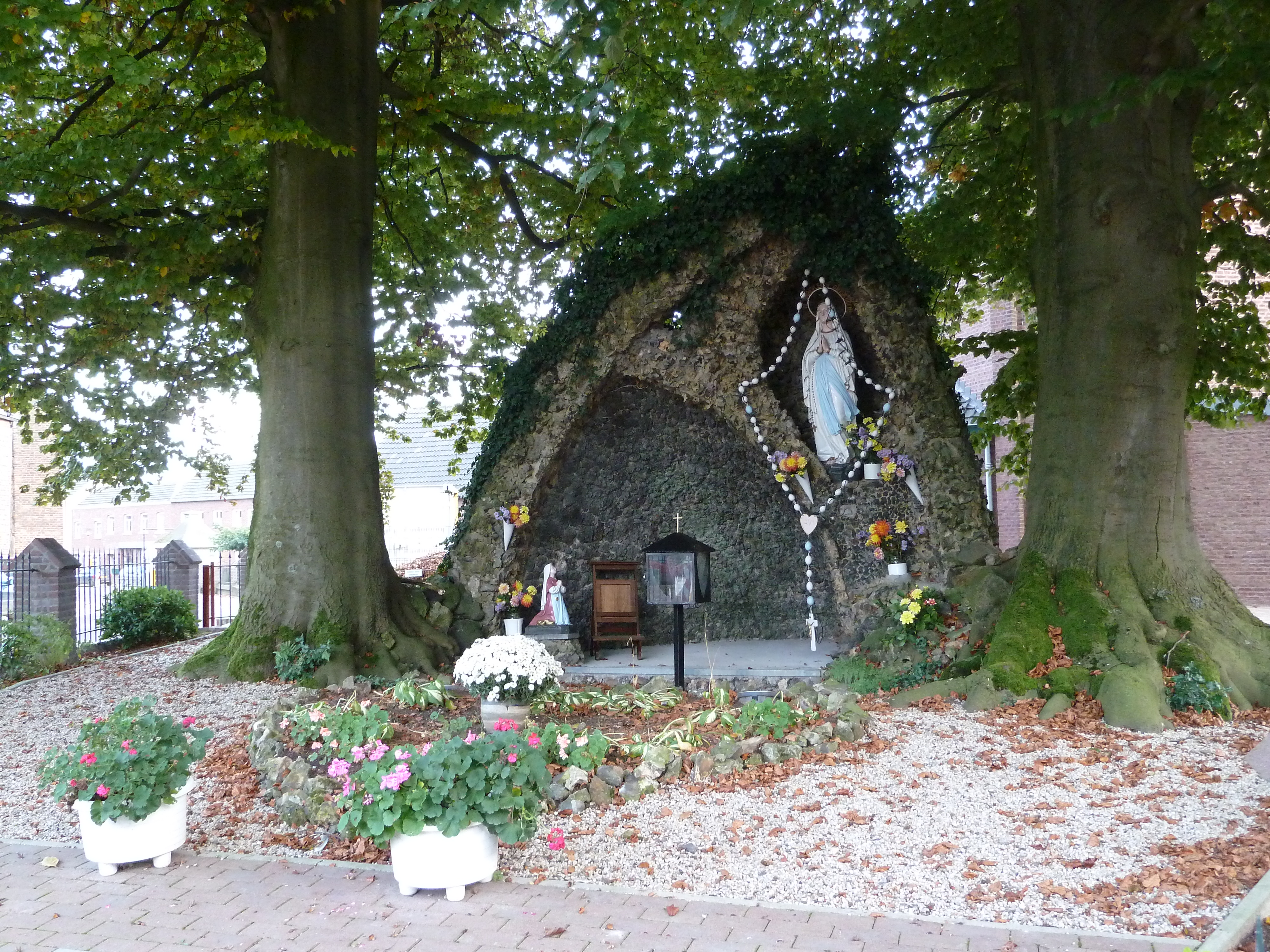
Lourdesgrot
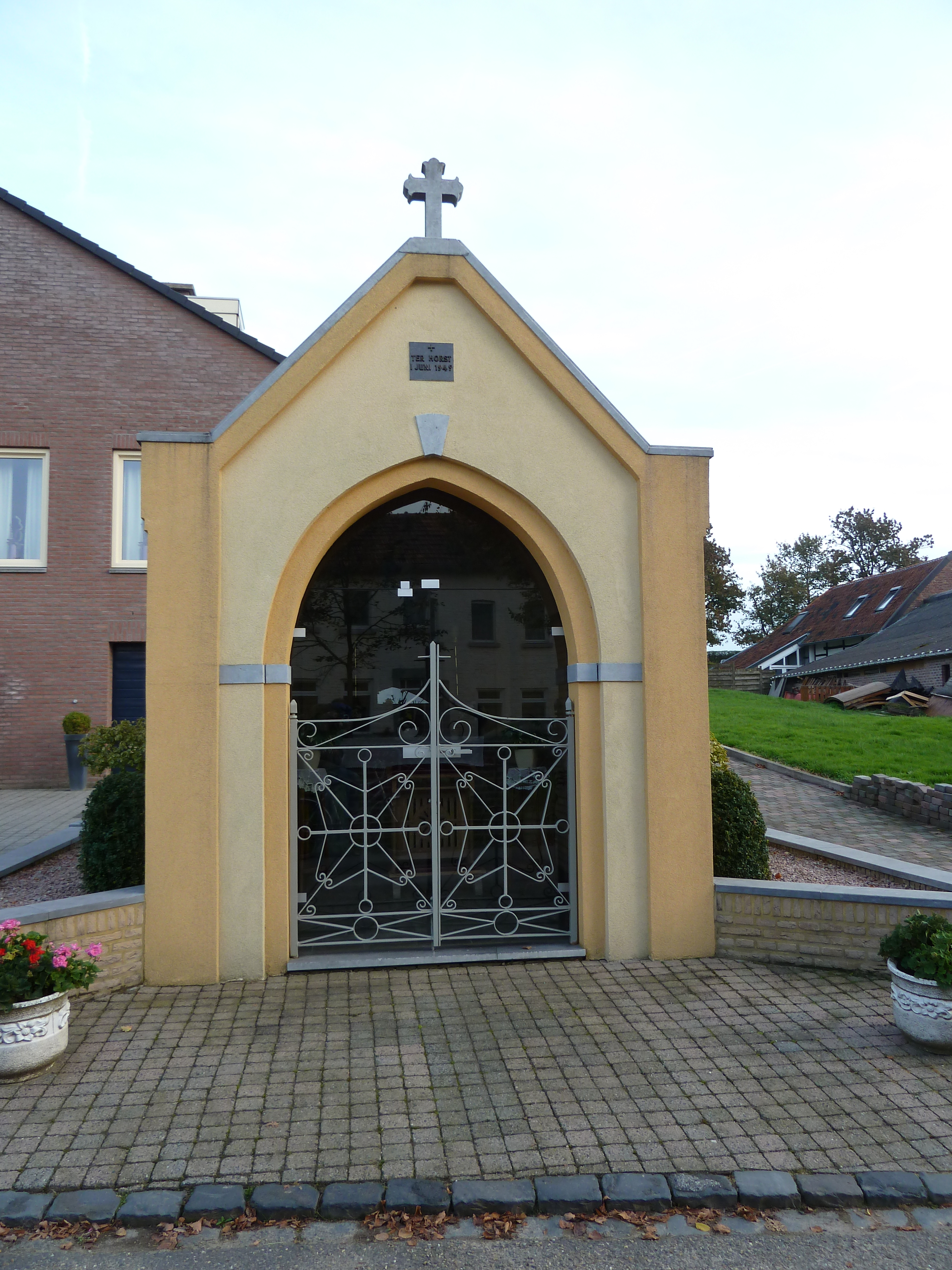
Mariakapel in Terhorst
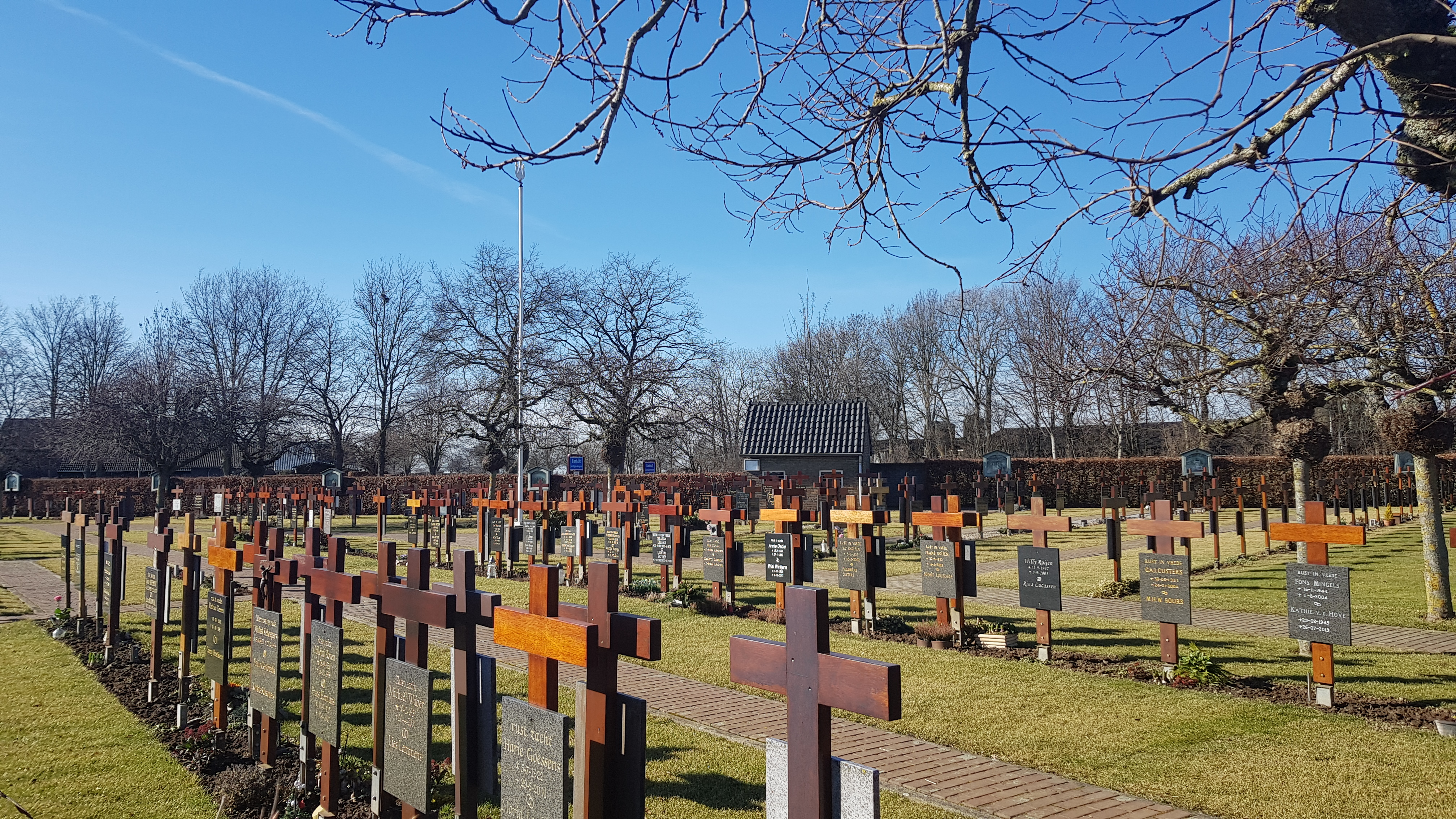
Begraafplaats van Banholt
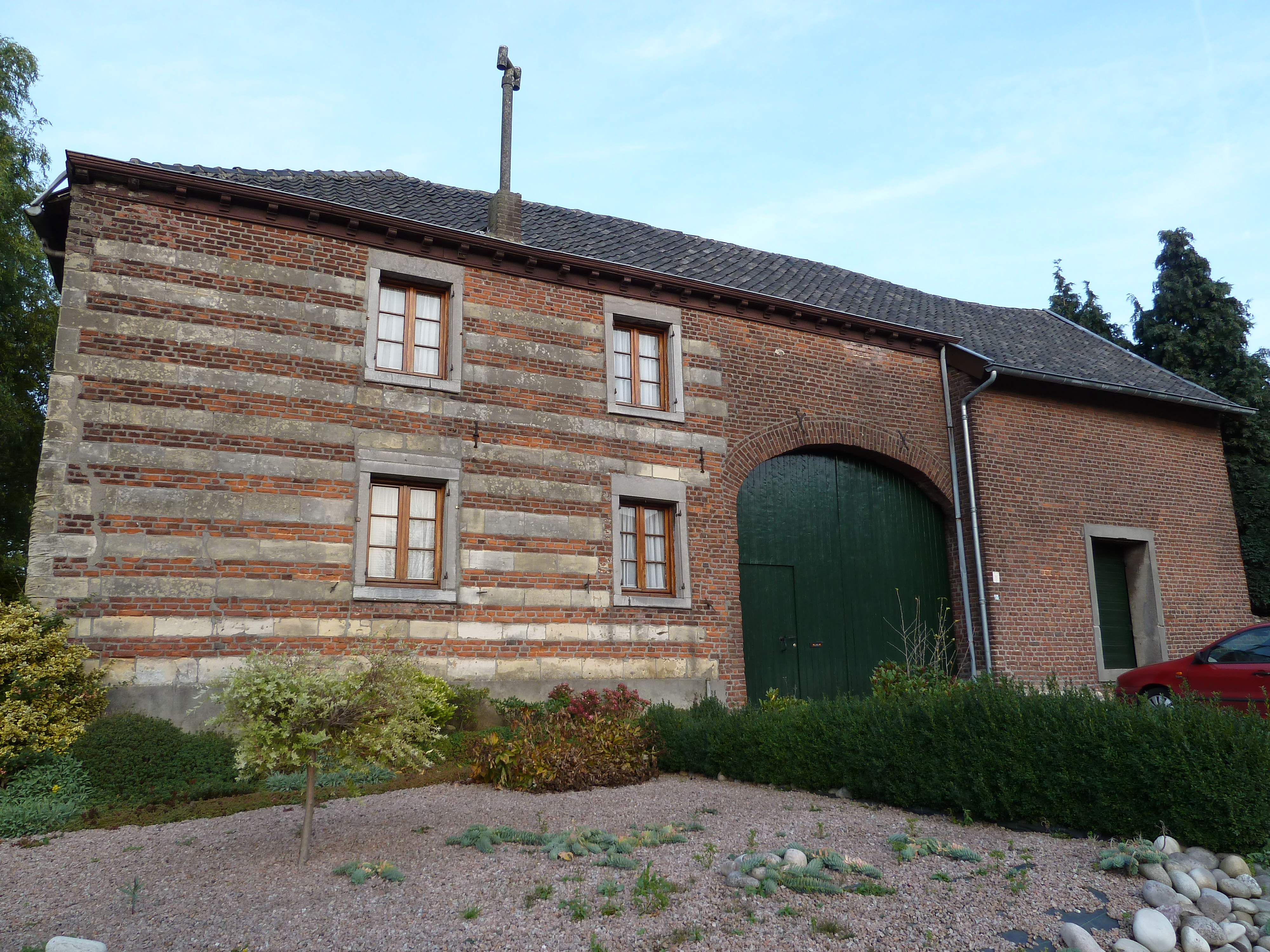
Carréboerderij
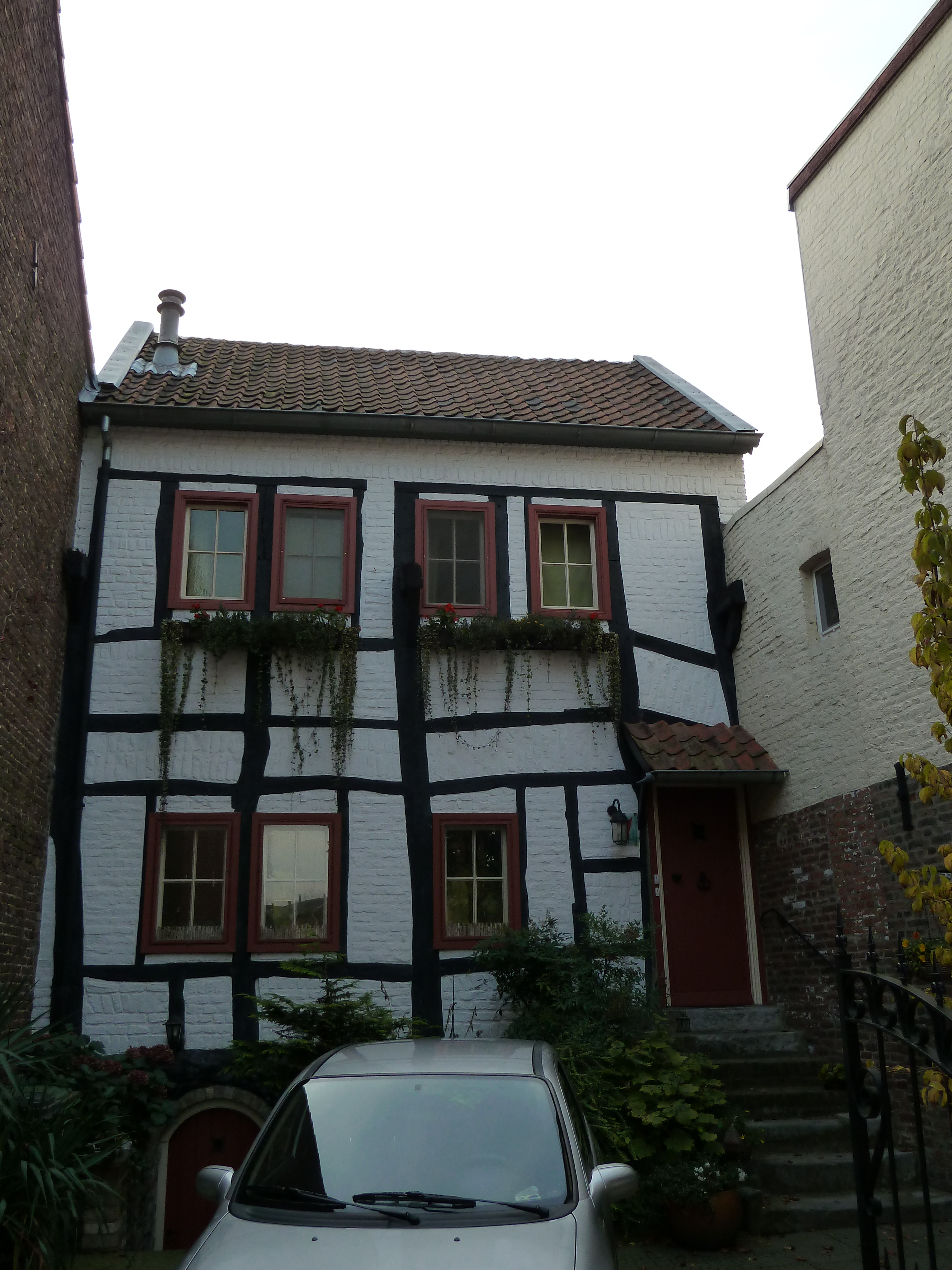
Vakwerkbouw
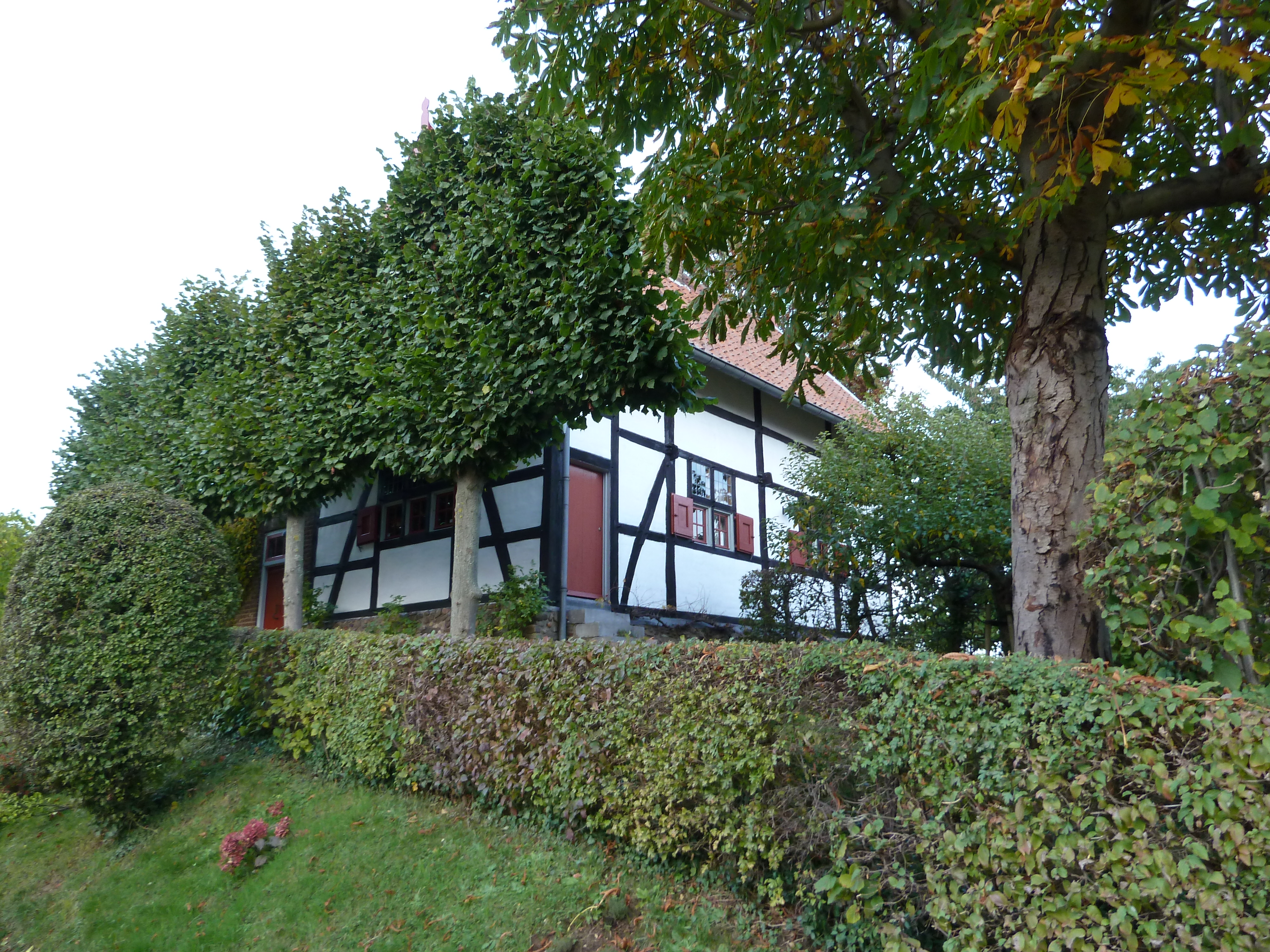
Vakwerk met...
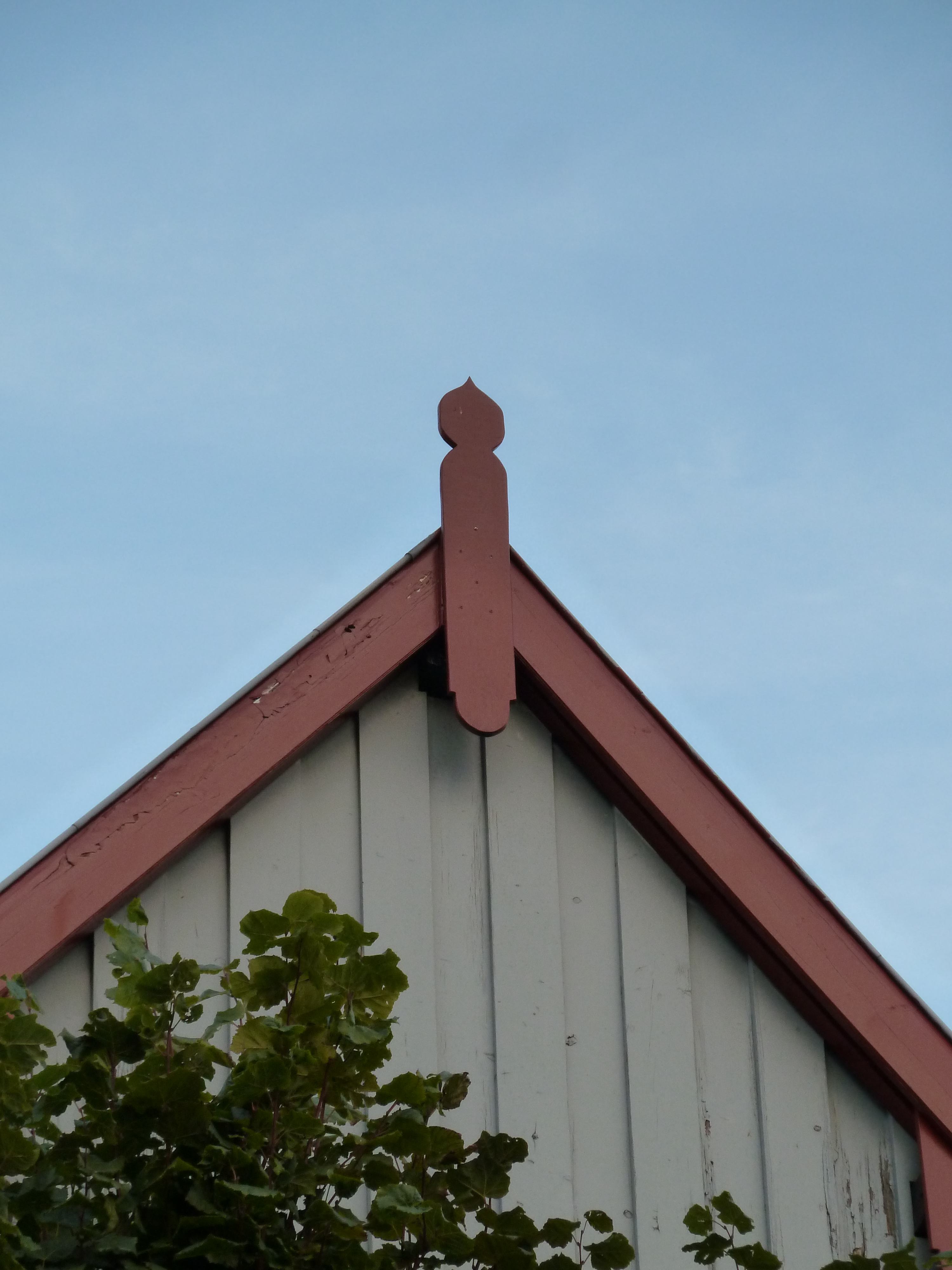
...een makelaar
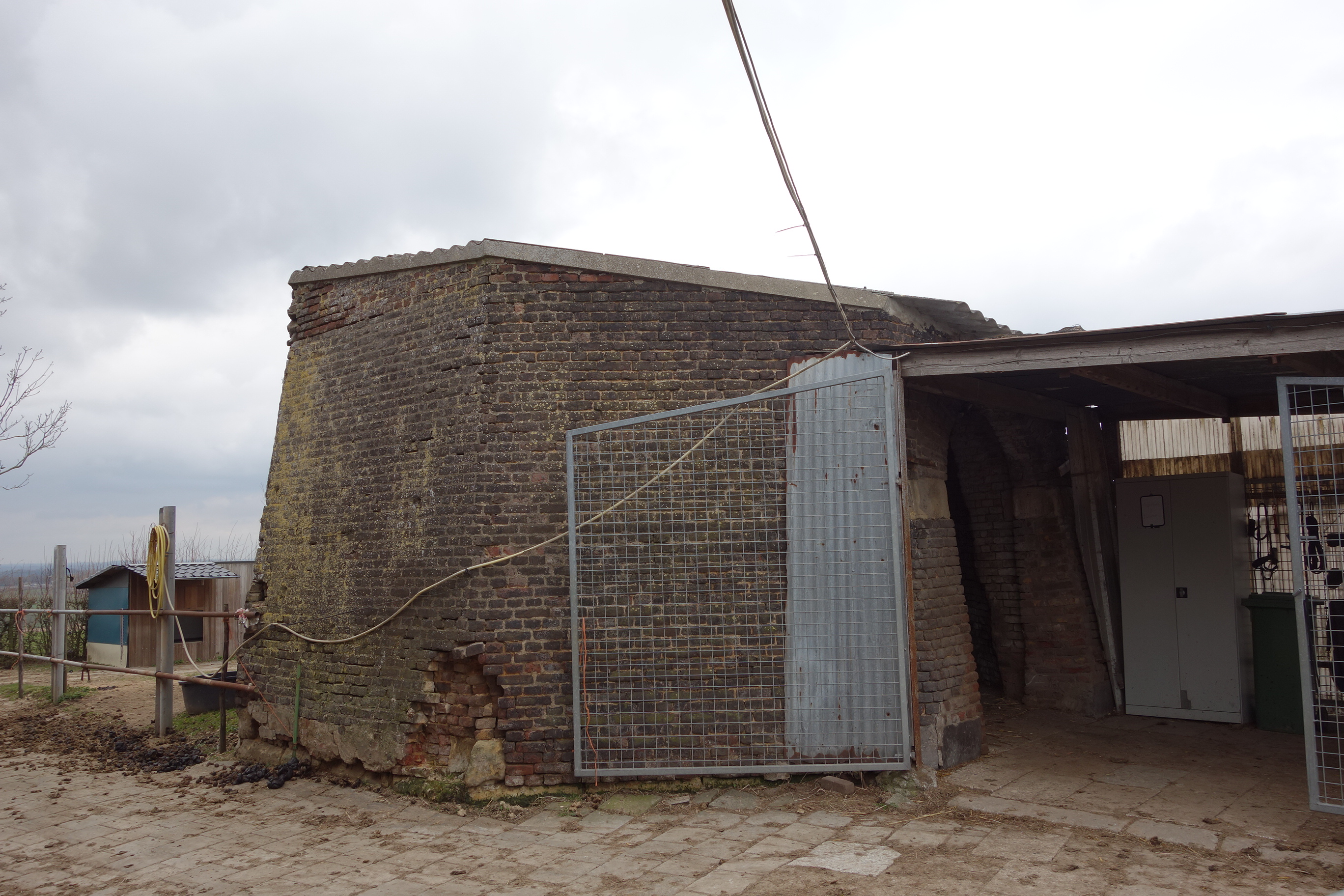
Voormalige windmolen
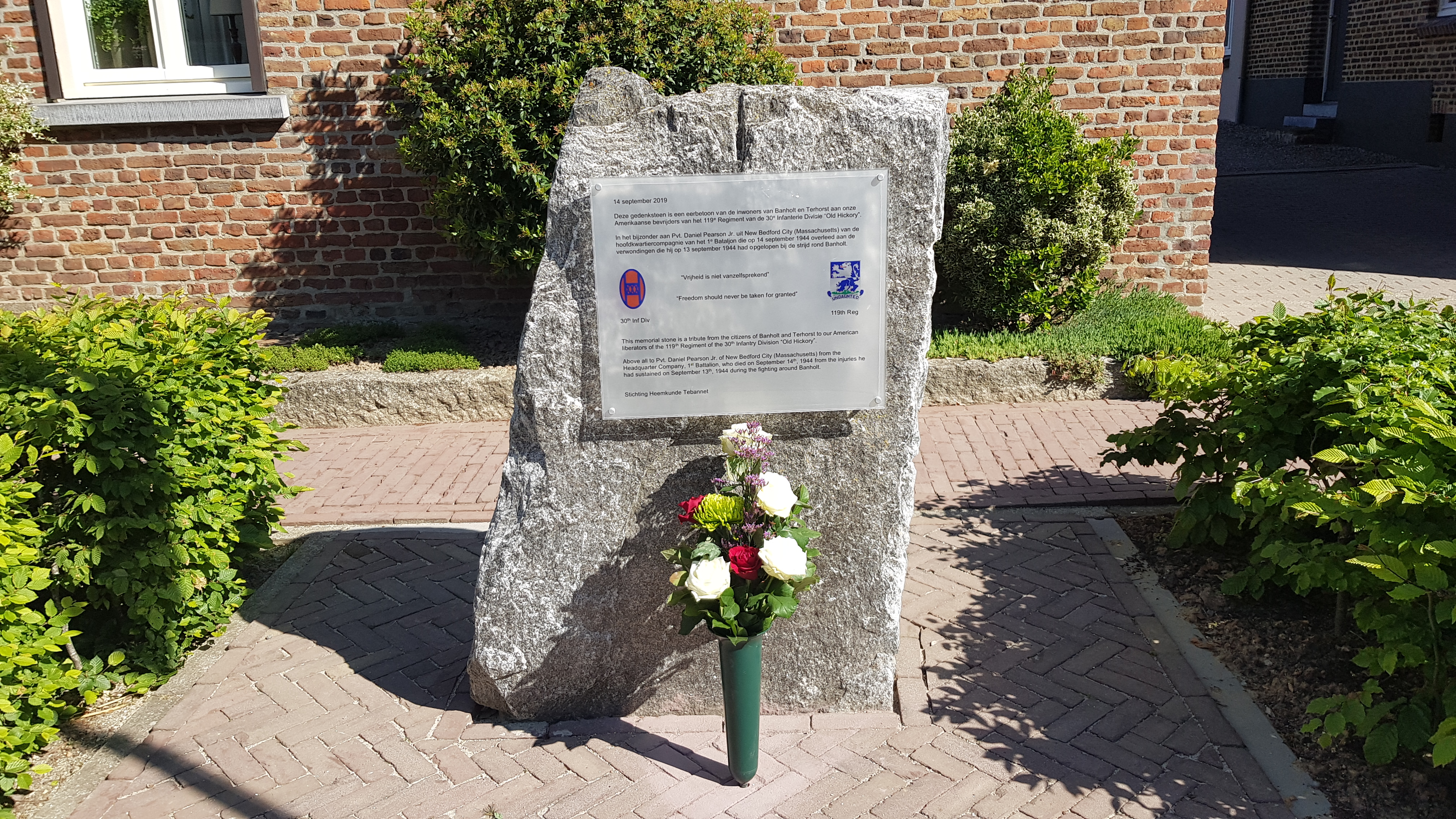
Monument Old Hickory

## Cultuur
Het belangrijkste feest in Banholt, de Pinksterkermis, vindt jaarlijks plaats tijdens Pinksteren. Op de zaterdag wordt door de jonkheid (alle ongetrouwde mannen van het dorp) de Gerlachusden gekapt en met versierde trekpaarden naar het dorp gebracht. Daar wordt de boom overgedragen aan de getrouwde mannen, die hem naast de kerk rechtzetten. Op Pinksterzondag vindt de Sacramentsprocessie (de Broonk) plaats, waarbij het hele dorp versierd is. Op maandag en dinsdag wordt er ook nog feest gevierd. Het halen van de Gerlachusden gaat terug tot 1881, het moment dat Banholt een rectoraat wordt, maar heeft een oudere (heidense) oorsprong. De processie trekt jaarlijks uit sinds Banholt een eigen parochie is. In 2021 werd de Pinksterkermis opgenomen op de Inventaris Immaterieel Cultureel Erfgoed Nederland.
Harmonie Amicitia werd opgericht in 1893. Het klaroenkorps van de harmonie speelt op hoog niveau, met onder andere een gouden medaille met lof der jury (92,03 punten) in de World Division tijdens het Wereld Muziek Concours van 2017 in Kerkrade.

## Sport
In 2023 werden in Banholt de Nederlandse kampioenschappen gravel georganiseerd. De wielerwedstrijden werden door Fem van Empel en Lars Loohuis gewonnen.